# Beyond Media
Beyond Media è stato un festival internazionale dedicato al rapporto tra architettura e media. Nel corso degli anni è diventato uno dei principali eventi a livello mondiale dedicati al video di architettura e, più in generale, al rapporto tra architettura e nuovi mezzi di comunicazione. Il festival si è tenuto a Firenze in varie sedi dal 1997 al 2009 ed è stato organizzato da Image, organizzazione culturale per la promozione dell'architettura.

## Storia
A partire dagli anni novanta il diffondersi delle tecnologie digitali porta dei cambiamenti nelle pratiche progettuali. Il video di architettura è usato sempre più come uno strumento progettuale, ma è anche diventato una forma di narrazione del progetto, caratteristica questa che mostra gli stretti legami tra il video digitale e le prime forme di rappresentazione cinematografica dell'architettura. L'articolato palinsesto di Beyond Media, diretto da Marco Brizzi, rende conto di questi cambiamenti, e, nel fare questo, vanta un primato sia in Italia che all'estero. Il festival è incentrato su un'ampia selezione di video creati dagli architetti per esprimere il progetto. "Beyond Media 2009: Visions", l'edizione più recente, ha programmato una selezione di 80 lavori provenienti da 18 nazioni per un totale di 15 ore di video. Un ampio spazio è stato dato agli studi di architettura che si distinguono per l'utilizzo del video come strumento di progettazione. Fra questi erano presenti progettisti di spicco quali Zaha Hadid Architects, MRVDV, UNStudio, Rem Koolhaas ma ampio spazio è stato dato agli studi di architettura e ai progettisti emergenti. Così facendo, Beyond Media, oltre a celebrare i maestri dell'architettura, ha dato voce nel corso degli anni alle nuove tendenze in ambito progettuale, e ha creato a Firenze un punto di osservazione specifico sull'architettura contemporanea.
Accanto all'aspetto curatoriale e documentaria il palinsesto di Beyond Media ha promosso sin dall'inizio il dibattito sulle implicazioni del rapporto tra architettura e media. Una serie di incontri e conferenze con studiosi appartenenti ad ambiti disciplinari diversi sono stati fra i momenti principali del festival: nel corso degli anni sul palco di Beyond Media si sono avvicendati Antonio Caronia, Derrick De Kerckhove, Beatriz Colomina, Isabella Pezzini, Pippo Ciorra, Felicity Scott, Massimiliano Fuksas e molti altri studiosi, giornalisti e architetti di fama mondiale.
Contestualmente, ogni edizione del festival ha proposto una serie di mostre che hanno arricchito il programma di incontri e proiezioni. Grande attenzione è stata dedicata all'attività delle maggiori scuole di architettura: a partire da "Beyond Media 2003: Intimacy"  l'esposizione "Spot on Schools", curata da Paola Giaconia ha fatto il punto sullo stato dell'arte della ricerca. "Beyond Media 2009: Visions" contava 20 scuole provenienti da tutto il mondo fra le quali erano presenti California Polytechnic State University, Southern California Institute of Architecture (Sci-Arc), Rhode Island School of Design (USA), University of Hong-Kong (Cina), Asia University (Taiwan), RMIT Architecture (Australia), Universidad Técnica de Lisboa (Portogallo). Tra le scuole italiane invitate vi erano la NABA di Milano, il Politecnico di Torino e la Facoltà di Architettura dell'Università di Pescara.
Allo scopo di promuovere la cultura progettuale fra i più giovani nel palinsesto di Beyond Media sono stati previsti dei workshop tesi a creare una forma attiva di partecipazione e di sperimentazione dell'architettura. "Beyond Media 2009: Visions" ha proposto per la prima volta in Italia il workshop "¿Que es architectura?" tenuto da Jorge Raedó ed Eva Serrats mediante il quale i bambini hanno potuto sperimentare i fenomeni della percezione visiva e della prospettiva.
Fino all'edizione 2000 il festival si è tenuto in varie sedi nell'area metropolitana di Firenze. A partire dall'edizione 2002 l'evento è stato di volta in volta ospitato presso il complesso dell'Ospedale degli Innocenti e presso la Stazione Leopolda.
Promosso inizialmente dal Dipartimento di Tecnologie dell'Architettura e Design "P. Spadolini" dell'Università di Firenze, nel corso degli anni il festival ha ottenuto, per la sua rilevanza culturale, il sostegno o il patrocinio da parte di diversi enti fra i quali, oltre al Comune di Firenze si contano il PARC - Direzione generale per la qualità e la tutela del paesaggio, l'architettura e l'arte contemporanea (oggi PaBAAC - Direzione generale per il paesaggio, le belle arti, l'architettura e l'arte contemporanee) del Ministero per i Beni e le Attività Culturali, l'Institut Français de Florence e l'AIAP.
Il festival è diventato un punto di riferimento nell'analisi dei fenomeni che hanno investito il mondo dell'architettura a partire dallo scorcio del secolo, fenomeni che Pippo Ciorra, curatore per l'architettura al MAXXI di Roma, ha descritto in questi termini: "l'impressione [...] è che si siano [...] erosi i confini tra il mondo dell'architettura e quello dei media e che l'architettura di oggi si identifichi molto più che in ogni altra epoca con la sua natura di mezzo di comunicazione di massa". Proprio nello stabilire la portata di questi fenomeni si può vedere l'impegno principale di Beyond Media.
L'archivio del festival, che conta oltre 3500 video, è conservato da Image che prosegue nel suo lavoro di ricerca e continua a promuovere iniziative di incontro e proiezione in musei, istituti di architettura e in vari contesti pubblici.
Dal 2015, Image ha prodotto la piattaforma online in lingua inglese The Architecture Player, con l’obiettivo di rendere progressivamente accessibile al pubblico l’archivio del festival. Inoltre, The Architecture Player continua di fatto l’attività di curatela iniziata da Beyond Media, selezionando e presentando nuovi video e autori.

Galleria
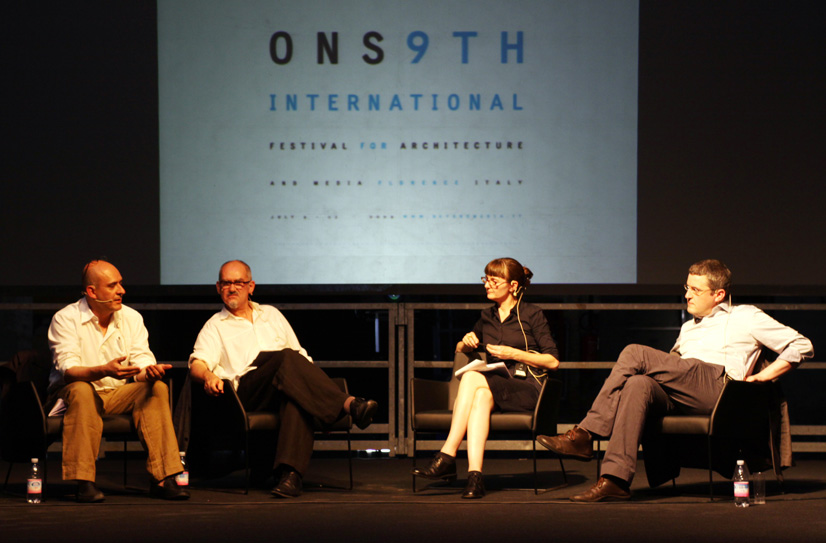
(da sinistra a destra) Francisco Sanin, Peter Wilson, Felicity Scott, Pier Vittorio Aureli. Beyond Media 2009: Visions, Firenze, Stazione Leopolda.
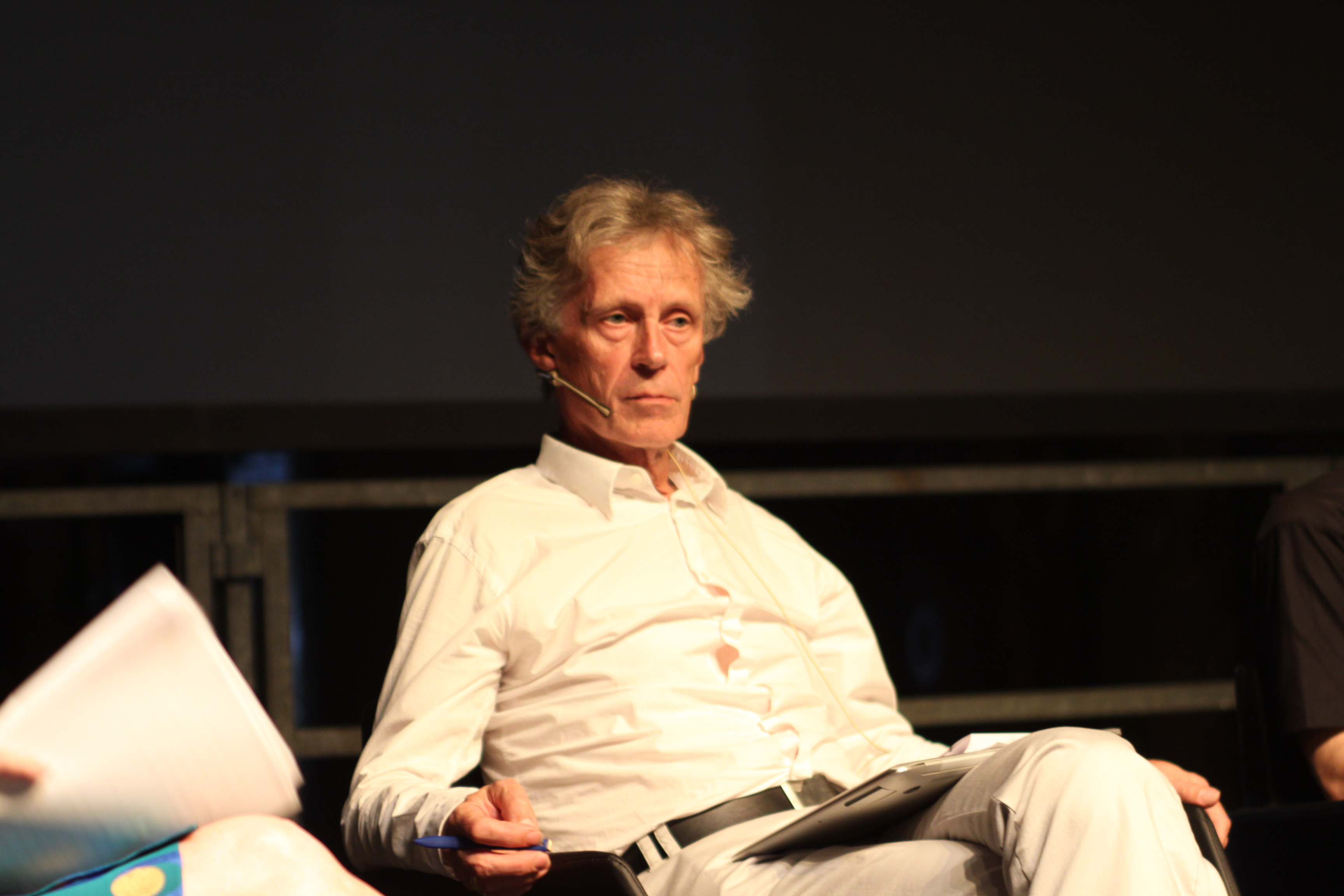
Derrick De Kerckhove. Beyond Media 2009: Visions, Firenze, Stazione Leopolda.
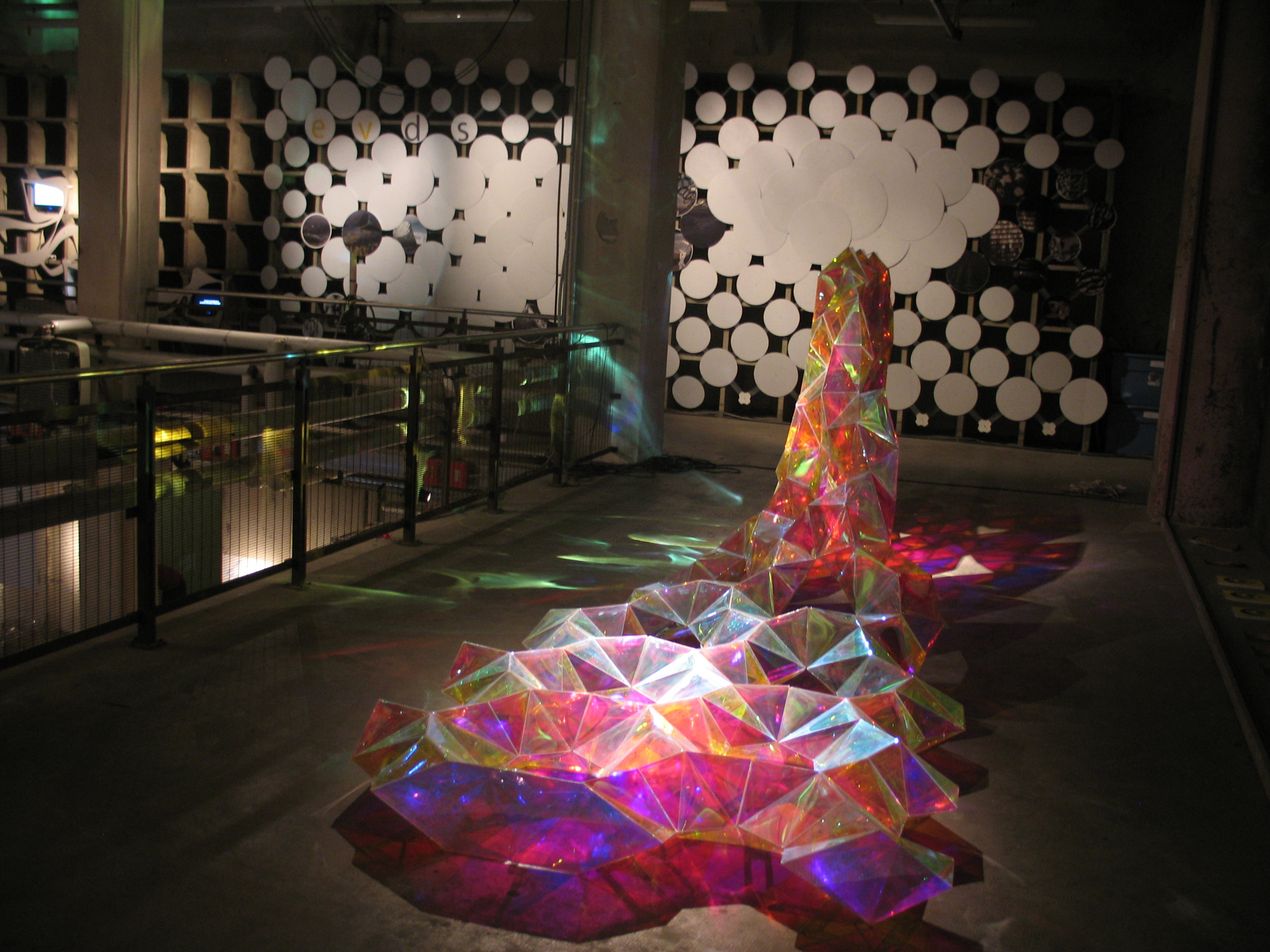
L'installazione di SCI-Arc (Southern California Institute of Architecture). Spot on Schools 2009, Firenze, Stazione Leopolda.
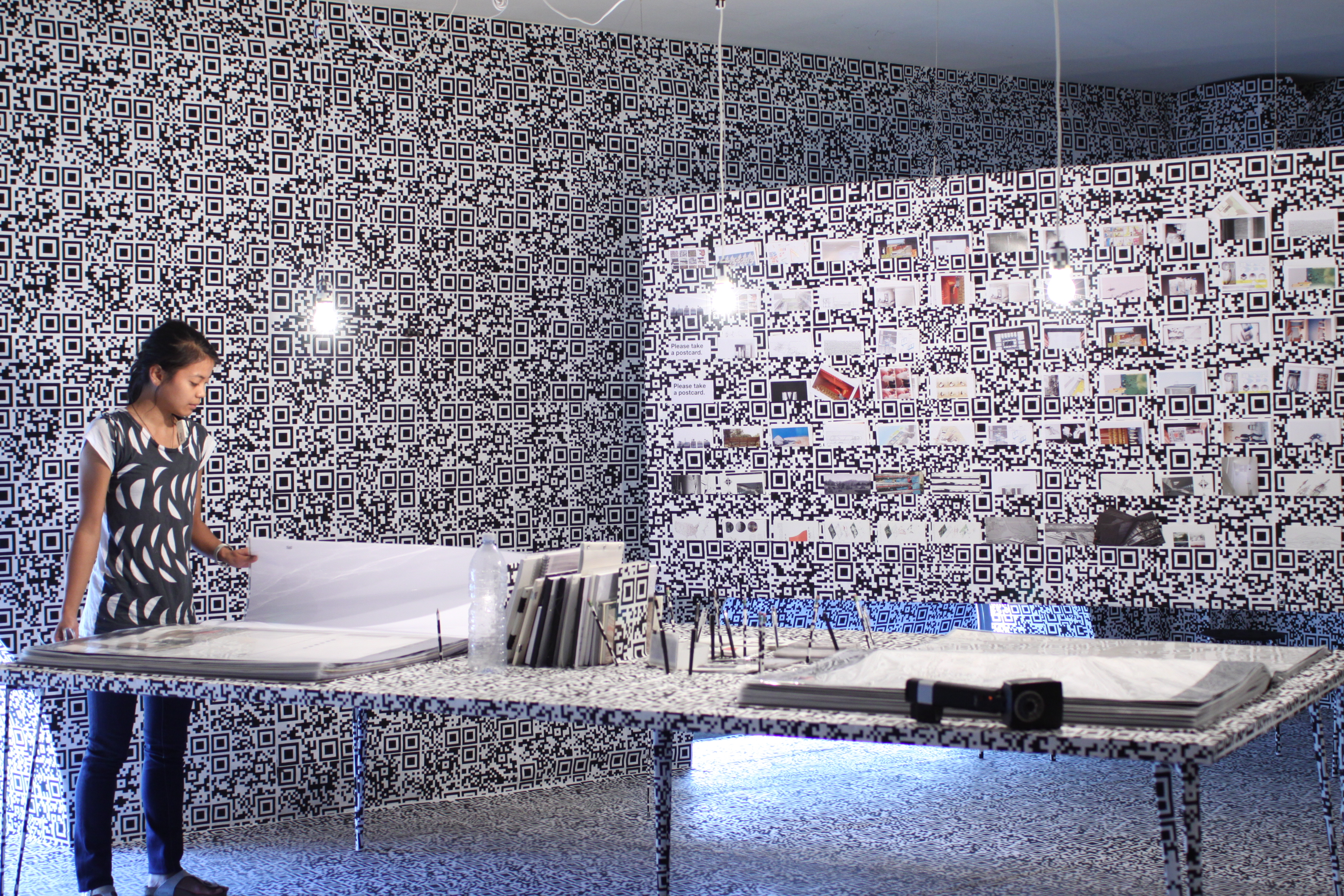
L'installazione di Rhode Island School of Design. Spot on Schools 2009, Firenze, Stazione Leopolda.
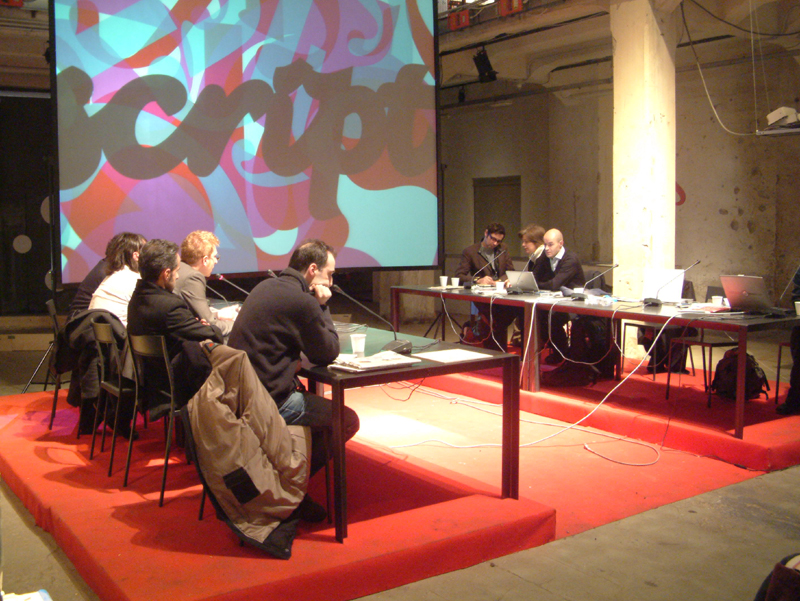
Un momento del congresso. Beyond Media 2005: Script. Firenze, Stazione Leopolda.
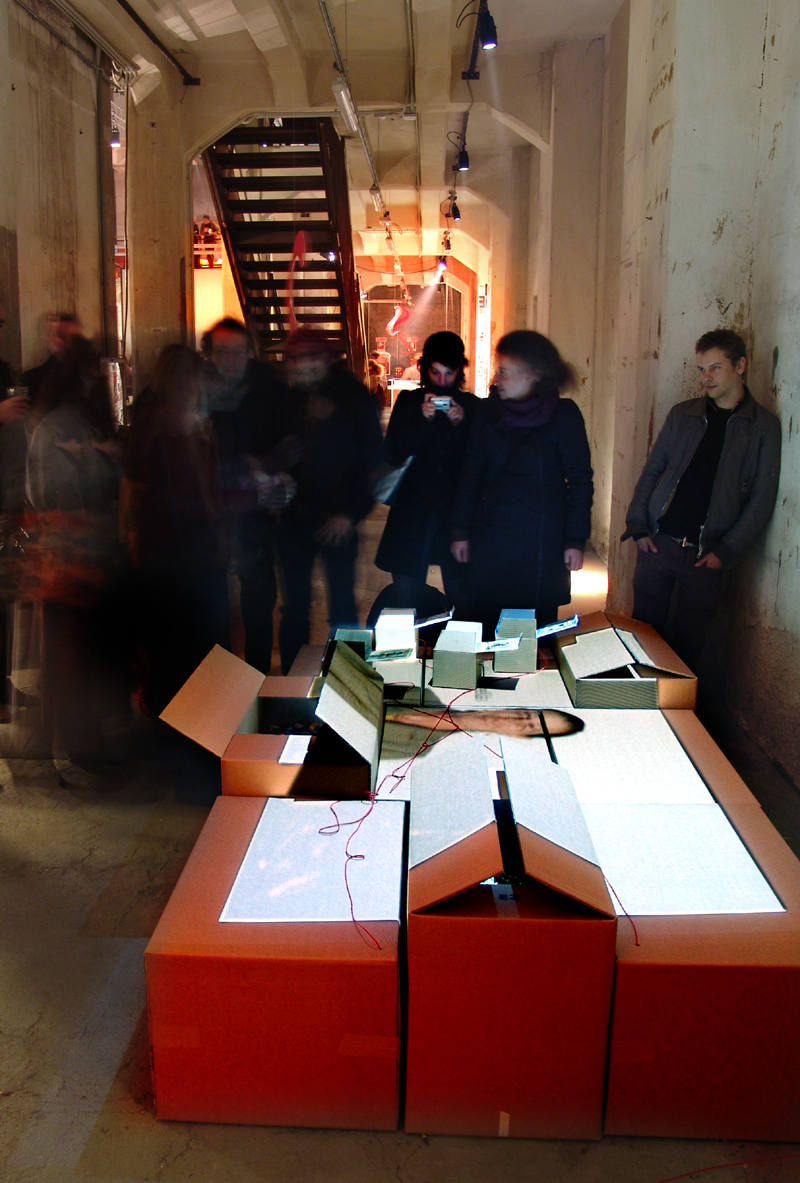
Un'installazione mostra Storytellers, curata da Marco Brizzi. Beyond Media 2005: Script. Firenze, Stazione Leopolda.
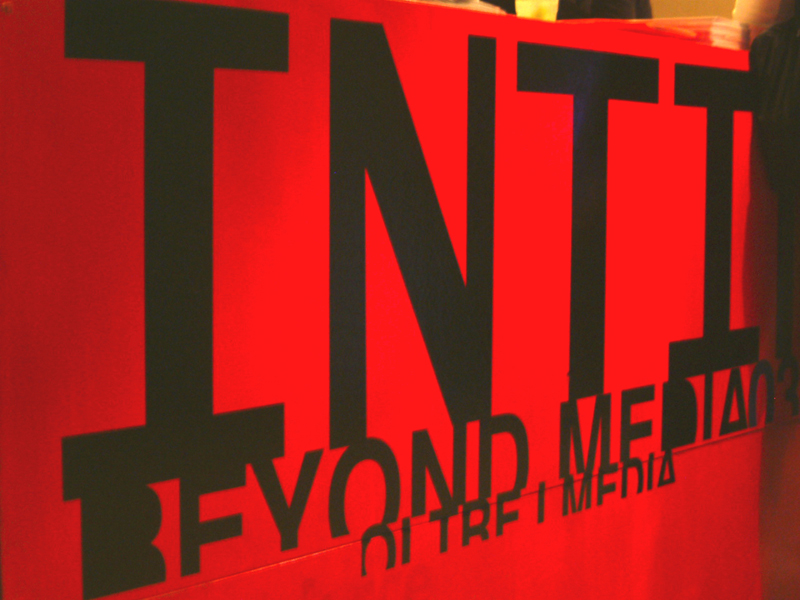
Un pannello di Beyond Media 2003: Intimacy. Firenze, Stazione Leopolda.
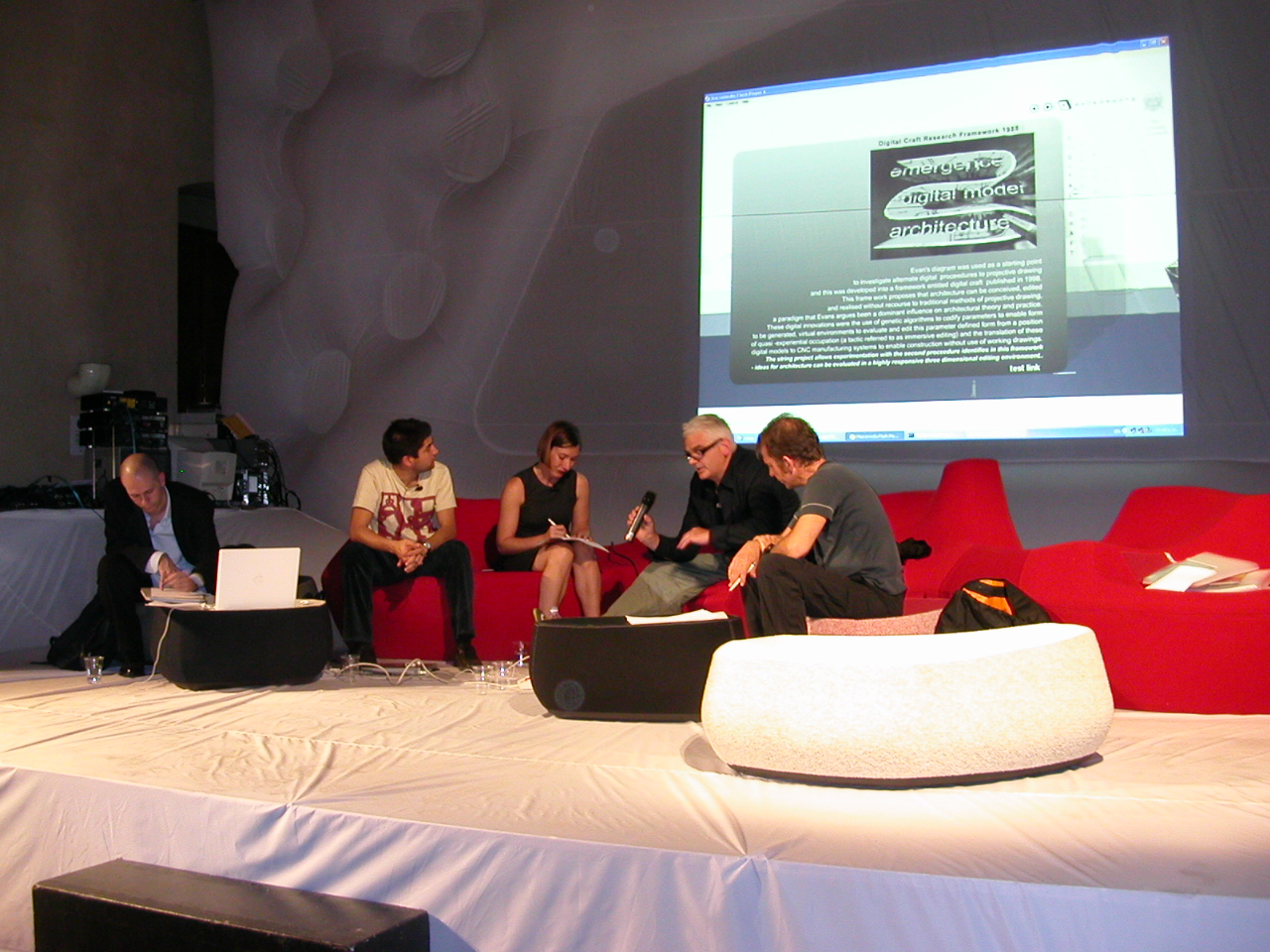
Un momento del congresso. Beyond Media 2003: Intimacy. Firenze, Ospedale degli Innocenti.
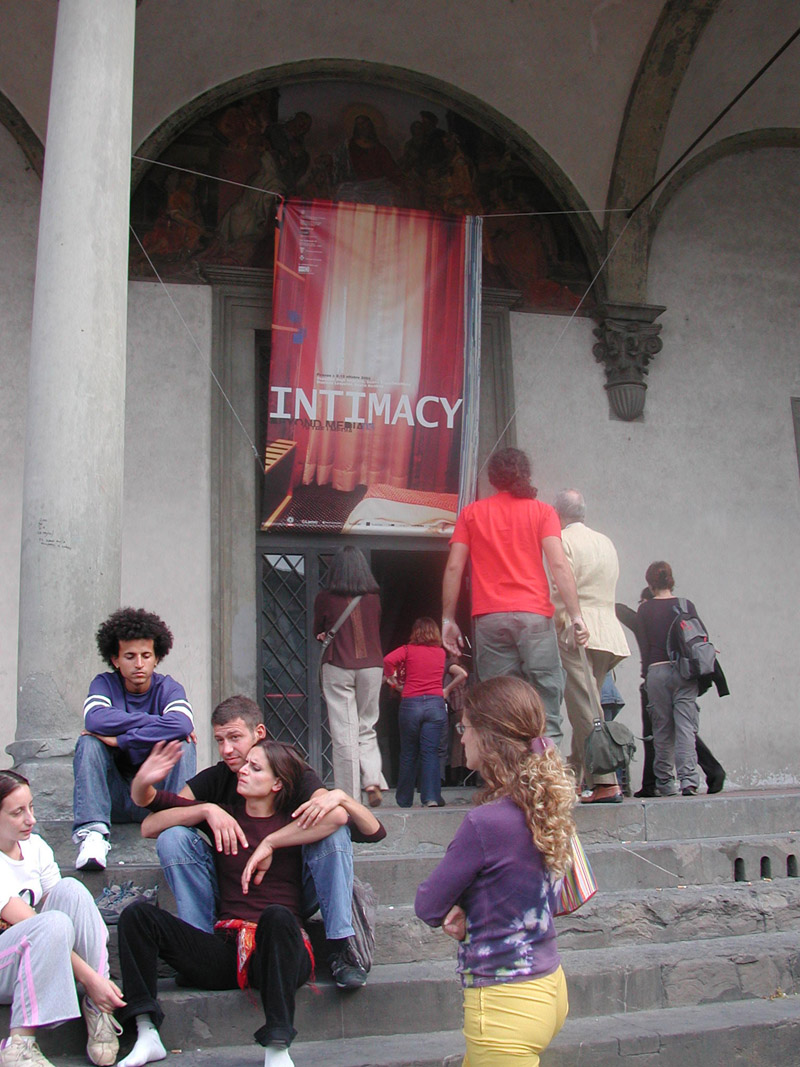
L'ingresso dell'Ospedale degli Innocenti, Firenze durante Beyond Media 2003: Script.

### Cataloghi
- Marco Brizzi e Paola Giaconia (a cura di), Beyond Media 02, 2002, Compositori, Bologna, ISBN 88-7794-345-9.
- Marco Brizzi e Paola Giaconia (a cura di), Intimacy: Beyond Media 03, 2004, Mandragora, Firenze, ISBN 88-7461-022-X.
- Paola Giaconia (a cura di), Intimacy. Spot on schools, 2003, Mandragora, Firenze, ISBN 88-7461-021-1.
- Marco Brizzi e Paola Giaconia (a cura di), Script: Beyond Media 05, Compositori, Bologna, 2009.
- Paola Giaconia (a cura di), Script. Spot on schools, Compositori, Bologna, 2005, ISBN 88-7794-528-1.
- Marco Brizzi e Paola Giaconia (a cura di), Visions: Beyond Media 09, 2009, Image, Firenze, ISBN 978-88-96531-00-6.

### Rassegna Stampa
- Michele Bonino, Storyteller dello spazio in Il Sole 24 Ore, 4 dicembre 2005, 329, p. 43.
- Marco Brizzi, Beyond Media in Domus, settembre 2009, 920, p. 8.
- Stefano Converso, Petali di legno parametrici in Il giornale dell'architettura, settembre 2009, 76, p. 8.
- Stefano Converso e Federica Patti, Progetti scritti in digitale in Il giornale dell'architettura, gennaio 2006, 36, p. 34.
- Marzio Fatucchi, Eventi, dibattiti, mostre sulla grande architettura in La Repubblica, 29 novembre 2005, pp.
- Elena Franzoia, Giocando con l'architettura in Ottagono, ottobre 2009, 224, pp. 160–163.
- Susanna Legrenzi, Short Story in Io donna, 10 dicembre 2005, pp. 363–366.
- Edoardo Piccoli, Dieci giorni di architettura in video in Il Giornale dell'architettura, ottobre 2003, 11, p. 26.
- Italia Rossi, L'intimità dei media in L'industria delle costruzioni, novembre-dicembre 2003, 374, pp. 100–101.
- Claudia Riconda, Il ghetto dei giovani architetti in La Repubblica, 3 ottobre 2003.
- Karin Templin, Beyond Media in Architectural Review, settembre 2009, 1351, p. 104.